# Замок Мацуэ
За́мок Мацуэ (яп. 松江城 мацуэ-дзё:) — старинный средневековый за́мок, расположенный на берегу озера Синдзи в городе Мацуэ, префектура Симане, Япония.
Также известен как «Чёрный замок» (из-за стен, покрашенных в чёрный цвет), а также как «Замок зуйка». Само название «Мацуэ-дзё» можно перевести как «Замок Сосновой бухты»
Этот замок считается вторым по величине, третьим по высоте (30 метров) и шестым в списке самых старых замков.
Большинство японских замков было повреждено или разрушено во время войн, землетрясений или по другим причинам.
Вследствие того, что основным материалом для замков служило дерево, главную опасность для них представляли пожары.
Замок Мацуэ был построен уже после окончания японских феодальных войн, поэтому он ни разу не использовался во время битв, хотя и был построен исключительно для использования в качестве военного опорного пункта.
Писателем и востоковедом Лафкадио Хирном в его книге «Блики незнакомой Японии» замок Мацуэ был описан как «огромный и имеющий зловещие очертания».

## История
Строительство замка Мацуэ началось в 1607 году и завершилось в 1611 году под руководством даймё провинции Идзумо — Йосихару Хорио.
В 1638 году поместье и за́мок перешли во владение клану Мацудайра, одной из ветвей клана Токугава.
В течение последующих 234 лет (10 поколений) замок принадлежал клану Мацудайра.
После реставрации Мэйдзи замок был конфискован у прежних владельцев.
В 1875 году окружающие замок строения и укрепления были разрушены и разобраны, главную башню замка оставили нетронутой.
В период с 1950 по 1955 годы была проведена полная реконструкция замка.
В настоящее время внутри замка расположен музей оружия и доспехов самураев.

## Устройство замка
Конструкция замка представляет собой сложную структуру.
Внешне замок выглядит пятиэтажным, но внутри состоит из шести уровней.
Большинство стен замка покрашены в чёрный цвет.